# John Moyer
John Moyer, född 30 november 1973, är basist och bakgrundssångare i hårdrocks-/metalbandet Disturbed. Han ersatte den förra basisten, Steve "Fuzz" Kmak. Moyer publicerade Disturbeds tredje studioalbum, Ten Thousand Fists, samt fjärde albumet, Indestructible, som släpptes den 3 juni, 2008.
Han var tidigare medlem i det Texasbaserade rockbandet The Union Underground. Innan dess var han basist i det populära Texasbandet Soak.
Moyer har en skräddarsydd bas hos tillverkaren Traben. Han och företaget producerar hans signatur Traben Havoc. Han har även skräddarsydda förstärkare hos Kustom, som trycker Moyers eldomfattade skalle design på framsidan.

## Diskografi

### Union Underground
- An Education In Rebellion (2000)

### Disturbed
- Ten Thousand Fists (2005)
- Indestructible (2008)